# Cunegunda
Cunegunda es un nombre propio femenino de origen germánico en su variante en español. Proviene del germano Kunigunde, de kuni (familia) y gund (batalla), por lo que significa "la batalla de la familia"; también podría venir de kuoni (temerario), en cuyo caso sería "temeraria en la batalla".

## Santoral
- 3 de marzo: Santa Cunegunda de Luxemburgo, esposa del emperador San Enrique II del Sacro Imperio Romano Germánico.
- 24 de julio: Santa Kinga de Polonia, hija del rey Bela IV de Hungría.

## Variantes
| Variantes en otras lenguas | Variantes en otras lenguas |
| -------------------------- | -------------------------- |
| Español                    | Cunegunda                  |
| Alemán                     | Kunigunde                  |
| Catalán                    | Cunegunda                  |
| Checo                      | Kunhuta                    |
| Danés                      | Kunigunde                  |
| Euskera                    | Kunegunde                  |
| Francés                    | Cunégonde                  |
| Holandés                   | Cunegonde                  |
| Húngaro                    | Kinga                      |
| Inglés                     | Cunigunde                  |
| Italiano                   | Cunegonda                  |
| Polaco                     | Kunegunda, Kinga           |
| Portugués                  | Cunegunda                  |
| Ruso                       | Кунигунда (Kunigunda)      |
| Sueco                      | Kunigunda                  |